# Forza Italia Giovani
Forza Italia Giovani (FIG) è l'organizzazione giovanile del partito politico italiano Forza Italia e ne accoglie gli iscritti dai 14 ai 36 anni di età. E' attiva nelle scuole superiori e nelle università tramite l'organizzazione Studenti per le Libertà.

## Storia
Forza Italia Giovani nasce come un dipartimento interno di Forza Italia nel 1996 e venne affidato alla guida di Andrea Di Teodoro. Nel 1997 viene costituita una commissione per scrivere il regolamento interno e disciplinare lo svolgimento dei congressi. 
Tra l'11 e il 12 dicembre 1999 si svolse a Roma il congresso fondativo dell'organizzazione, dove i 248 delegati elessero Simone Baldelli, vice-coordinatore uscente, come coordinatore e, in lista bloccata, sei componenti dell'Ufficio di coordinamento nazionale.
In quegli anni vengono lanciati Alternativa studentesca, movimento dei giovani azzurri nelle scuole superiori, e Studenti per le libertà, che presenta le sue liste nelle università. 
Si dà vita, insieme al settore Formazione del movimento politico, diretto da Don Gianni Baget Bozzo, ad un appuntamento di formazione politica che si tiene ogni anno in autunno a Cortona. Nasce la consulta degli eletti giovani negli enti locali. 
Nel 2006, dopo l'elezione di Baldelli alla Camera dei deputati, viene nominata alla guida del giovanile Beatrice Lorenzin, coordinatrice regionale di Forza Italia nel Lazio. 
A marzo 2008 Francesco Pasquali viene nominato coordinatore nazionale dell'organizzazione al posto di Lorenzin, candidata alla Camera alle elezioni politiche di quell'anno. 
In seguito alla nascita del Popolo della Libertà come partito anche Forza Italia Giovani si fonde con l'organizzazione giovanile di Alleanza Nazionale, Azione Giovani, per dare vita alla nuova organizzazione giovanile: Giovane Italia, dove Pasquali diventa coordinatore.
Nel 2014, in seguito alla rinascita di Forza Italia, anche Forza Italia Giovani viene riportata in vita, con Annagrazia Calabria, deputata e coordinatrice di Giovane Italia, che ne diventa coordinatrice nazionale, insieme ad Armando Cesaro come vice-coordinatore e Maria Tripodi come responsabile dell’organizzazione.
L'11 novembre 2018, durante il congresso nazionale a Roma, Calabria viene succeduto alla guida dell'organizzazione da Stefano Cavedagna.
Il 3 agosto 2019 Cavedagna lascia Forza Italia per aderire a Fratelli d'Italia e Silvio Berlusconi nomina al suo posto Marco Bestetti, vicino a Mariastella Gelmini e presidente del Municipio 7 di Milano, come commissario nazionale di Forza Italia Giovani.

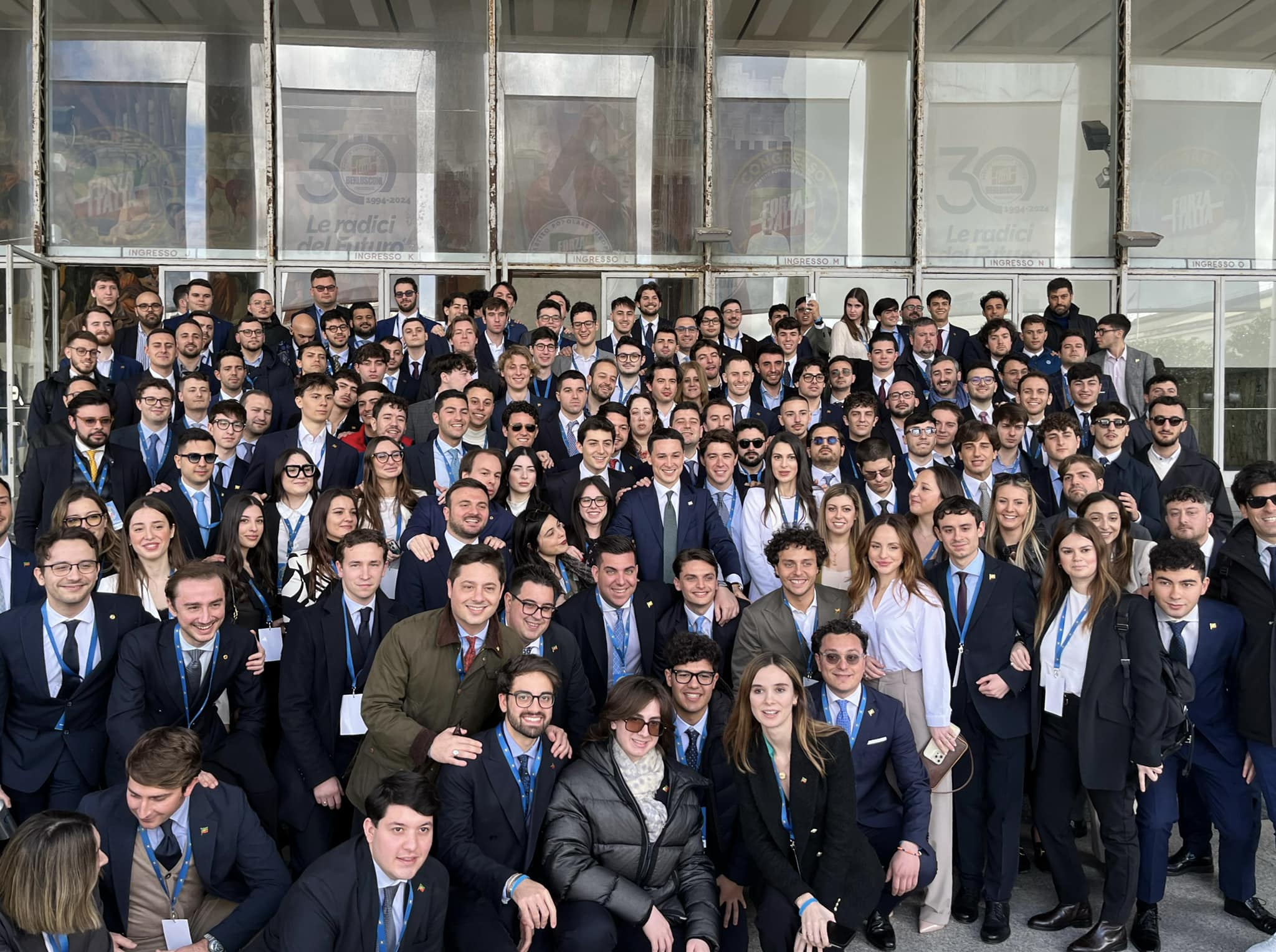
I giovani con Stefano Benigni al Congresso Nazionale.

Il 12 dicembre 2022 Bestetti, deluso dall'esser stato escluso dalle liste per la Camera alle elezioni politiche di quell'anno, abbandona Forza Italia e viene sostituito come coordinatore dal deputato Stefano Benigni, vicino a Marta Fascina, con Alessio Pagliacci come vice-coordinatore e Simone Leoni come responsabile dell’organizzazione.
Il 7 settembre 2023, a Gaeta, l’assemblea nazionale approva il nuovo regolamento nazionale del movimento giovanile che, tra le altre cose, in ossequio a quanto già fatto da Forza Italia introduce la carica di segretario e ne prevede l’elezione democratica da parte del congresso.
Il 31 maggio 2025, al congresso nazionale di Forza Italia Giovani, i 626 delegati eletti dalle assemblee provinciali e regionali, eleggono all’unanimità Simone Leoni come nuovo Segretario Nazionale.

## Leadership
Coordinatore:
- Andrea Di Teodoro (1996 – 12 dicembre 1999)
- Simone Baldelli (12 dicembre 1999 – settembre 2006)
- Beatrice Lorenzin (settembre 2006 – marzo 2008)
- Francesco Pasquali (marzo 2008 – 9 aprile 2009)
  - Organizzazione sospesa e fusa nella Giovane Italia. (2009 – 2014)
- Annagrazia Calabria (27 marzo 2014 – 11 novembre 2018)
- Stefano Cavedagna (11 novembre 2018 – 3 agosto 2019)
- Marco Bestetti (3 agosto 2019 – 12 dicembre 2022)
- Stefano Benigni (12 dicembre 2022 – 7 settembre 2023)

Segretario:
- Stefano Benigni (7 settembre 2023 – 31 maggio 2025)
- Simone Leoni (31 maggio 2025 – in carica)

## Festa nazionale

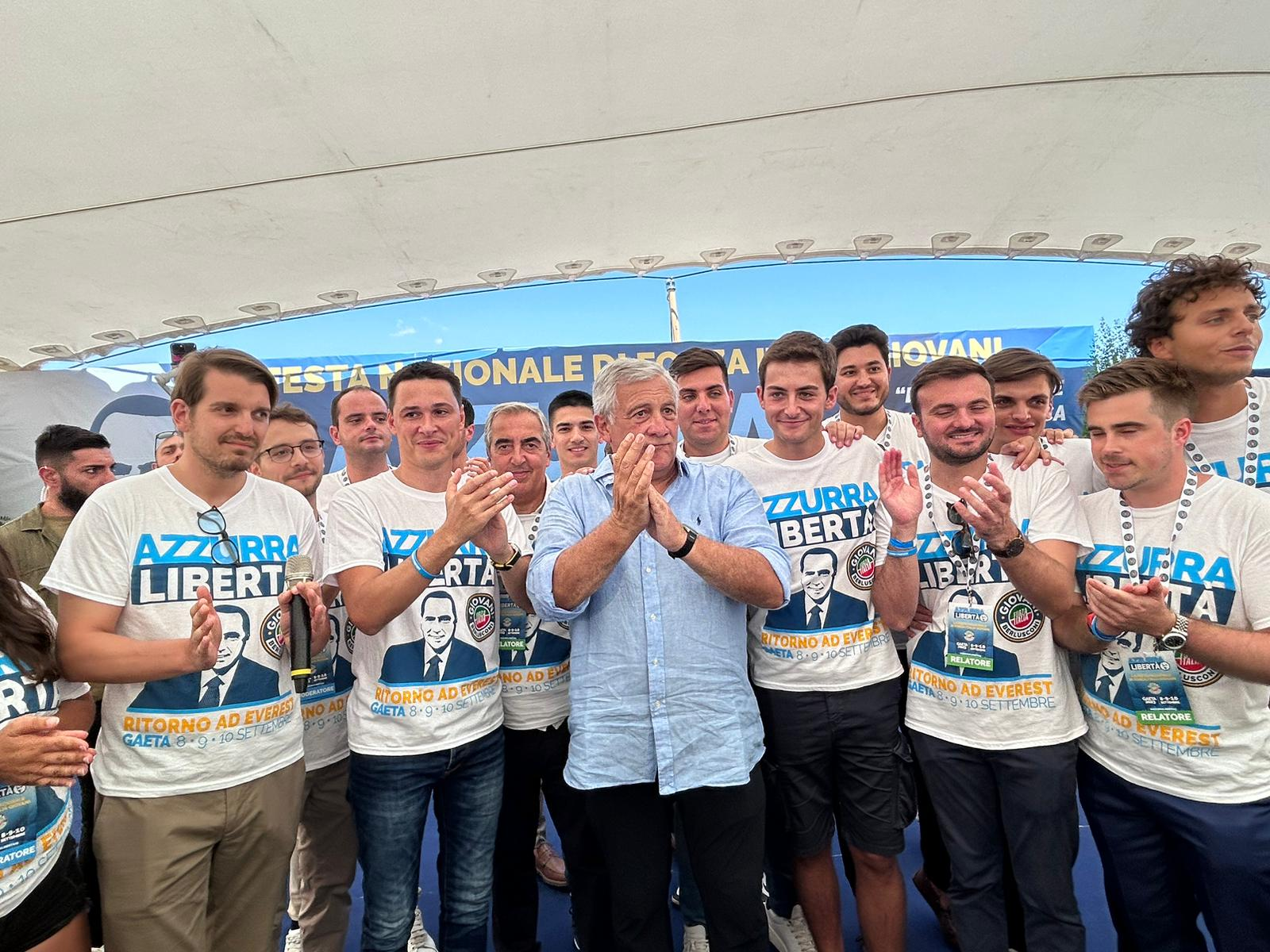
Azzurra Libertà a Gaeta

Dal 2013 al 2019 Forza Italia Giovani ha organizzato a Giovinazzo la manifestazione Campus Everest, l’appuntamento annuale di tre giorni del movimento giovanile. 
Dopo 3 anni di stop dovuti prima all’emergenza covid e poi alle elezioni politiche anticipate, nel 2023 torna l’appuntamento nazionale dei giovani che cambia il proprio nome in Azzurra Libertà, dall'omonimo inno, diventando ufficialmente la Festa Nazionale del Movimento Giovanile.

1ª edizione: 8, 9, 10 settembre 2023 - Gaeta (LT)
2ª edizione: 6, 7, 8 settembre 2024 - Bellaria Igea Marina (RN)
3ª edizione: 12, 13, 14 settembre 2025 - San Benedetto del Tronto (AP)

## Congressi
- Congresso Nazionale (fondativo) - Roma, 11-12 dicembre 1999.[2]
- Congresso Nazionale - Roma, 11 novembre 2018.[4]
- Congresso Nazionale - Roma, 31 maggio 2025.